# Coelioxys cyanura
Coelioxys cyanura är en biart som beskrevs av Cockerell 1932. Coelioxys cyanura ingår i släktet kägelbin, och familjen buksamlarbin. Inga underarter finns listade i Catalogue of Life.